# Microtropis japonica
Microtropis japonica är en benvedsväxtart som först beskrevs av Elias Fries och Sav., och fick sitt nu gällande namn av Hall. f. Microtropis japonica ingår i släktet Microtropis och familjen Celastraceae. Inga underarter finns listade.